# Manal
Manal (arabisch منال, DMG Manāl) ist ein weiblicher Vorname.

## Bedeutung
Manal ist ein arabischer Name. Übersetzt bedeutet er „Erlangung“ oder „erfüllte Hoffnung“.

## Namensträger
- Manal Abdel Samad (* 1975), libanesische Finanzwissenschaftlerin
- Manal al-Sharif (* 1979), saudische IT-Beraterin und Frauenrechtlerin
- Manal el-Bahraoui (* 1974), bahrainische Mittelstreckenläuferin
- Manal Benschlicha (* 1993), marokkanische Pop-Sängerin
- Manal Issa (* 1992), französische Filmschauspielerin